# Laudelino Mejías
 (janvier 2020).
Si vous disposez d'ouvrages ou d'articles de référence ou si vous connaissez des sites web de qualité traitant du thème abordé ici, merci de compléter l'article en donnant les références utiles à sa vérifiabilité et en les liant à la section « Notes et références ».
Pour les articles homonymes, voir Mejías.
Laudelino Mejías est un musicien et compositeur vénézuélien, né à Trujillo le 29 août 1893 et mort à Caracas le 30 novembre 1963. Auteur de nombreuses valses et paso dobles, il est surtout connu pour être l'auteur de la valse Conticinio, l'une des œuvres les plus emblématiques du répertoire musical vénézuélien.

## Sources
- (es) Cet article est partiellement ou en totalité issu de l’article de Wikipédia en espagnol intitulé « Laudelino Mejías » (voir la liste des auteurs).